# Stazione di Cesano Maderno NS
Stazione di Cesano Maderno NS vasútállomás Olaszországban, Lombardia régióban, Cesano Maderno településen.

## Vasútvonalak
Az állomást az alábbi vasútvonalak érintik:
- Novara-Seregno-vasútvonal

## Kapcsolódó állomások
A vasútállomáshoz az alábbi állomások vannak a legközelebb:
- Stazione di Cesano Maderno (2011)
- Stazione di Seveso-Baruccana